# Вишневецкий, Михаил Михайлович
Михаил Михайлович Корибут Вишневецкий (? — 1615) — западнорусский князь, крупный магнат, староста овруцкий (1603—1615), сын князя Михаила Александровича Вишневецкого (1529—1584), старосты каневского, черкасского, любецкого и лоевского, каштеляна брацлавского и киевского, и его жены Эльжбеты Юрьевны Зенович. Братьями Михаила были Александр Вишневецкий (ум. 1594) — князь вишневецкий, староста черкасский, каневский и любецкий, и Юрий Вишневецкий (ум. 1618) — каштелян киевский (1609—1618).

## Биография
Князья Вишневецкие, ветвь князей Збаражских, вели своё происхождение от князя новгород-северского, збаражского, брацлавского и винницкого Дмитрия-Корибута Ольгердовича (ум. после 1404), сына великого князя литовского Ольгерда Гедиминовича (1345—1377) от второго брака с Ульяной Александровной Тверской. Правнук Дмитрия-Корибута, князь Василий Васильевич Збаражский, имел сына Михаила Васильевича, который получил во владение замок Вишневец и стал родоначальником рода Вишневецких.

### Владения
В 1594 году после смерти своего бездетного старшего брата Александра Михайловича Вишневецкого Михаил Михайлович Вишневецкий унаследовал его обширные владения на Левобережной Украине со столицей в Лубнах. В 1603 году Михаил получил во владение овруцкое староство. Михаил расширил свою резиденцию в Лубнах, способствовал основанию Густынского и Ладанского монастырей.
Вместе со своими родственниками, князьями Адамом Александровичем и Константином Константиновичем Вишневецкими, Михаил Корибут активно поддерживал Лжедмитрия I и разрешил использовать Лубны для сбора и вербовки войска для похода на Москву. Михаил значительно расширил свои заднепровские владения за счёт земель Русского царства, отторгнув от него Путивль, Прилуки, Сенчу, Ромны и Лохвицу.

### Два похода в Молдавию
С разрешения польского короля Сигизмунда III Вазы в 1607 году Михаил вместе с воеводой Стефаном Потоцким и князем Самуилом Корецким организовали поход в Молдавию. Все три шляхтича были женаты на дочерях господаря Молдавии Иеремии Могилы (правил в 1595—1606 годах) — Раине, Марии Амалии и Екатерине. В декабре 1607 года они разбили молдавского господаря Михаила Могилу и возвели на господарский престол своего 13-летнего шурина Константина Могилу (правил до 1611 года, после чего был утоплен в Днестре татарами из войска господаря Стефана Томши).
Осенью 1615 года Михаил и князь Самуил Корецкий уже без разрешения Сигизмунда III предприняли вторую интервенцию в Молдавию. Со своими надворными командами они вступили в Молдавию, разгромили в битве при Тэтэрени войско молдавского господаря Стефана Томши и посадили на престол своего 14-летнего шурина Александра Могилу, но Михаил был отравлен, а Самуил и Александр попали в плен к туркам. Михаил был похоронен в родовом замке Вишневец.

## Семья
Михаил Вишневецкий в 1608 году женился на Раине (1589—1619), дочери молдавского господаря Иеремии Могилы (1595—1606). Дети:
- Иеремия-Михаил Вишневецкий (1612—1651), князь Вишневецкий и Лубенский (1616—1651), воевода русский (1646—1651);
- Александр Роман Вишневецкий (ум. 1629);
- Ежи Криштоф Вишневецкий (ум. 1629);
- Анна Вишневецкая (ум. ок. 1648), с 1638 года жена старосты люблинского Зыгмунта (Збигнева) Фирлея (ум. 1649).